# Pou
Pou je offline Mobilní aplikace pro Blackberry, iOS a Android. Vytvořil a vydal ji v roce 2012 Paul Salameh. Představuje malého mimozemšťana ve tvaru eliptického paraboloidu, v základní podobě hnědé barvy. Hráč se o něj stará podobným způsobem, jako o Tamagoči. Poua je třeba krmit, mýt a dopřát mu dostatek pohybu a spánku. Na druhou stranu nechat Poua vyhladovět má rovněž určité výhody, neboť Pouovy oči pak vypadají mnohem roztomileji (tzv. psí oči). Hra obsahuje i různé minihry a za získané „mince“ lze zakoupit kostýmy, dekorace, nebo změny prostředí a také ho nechat změnit na podobu miminka nebo dospělce, avšak za reálné peníze. Pokud je hráč připojen k internetu, je možná interakce mezi Pouy různých hráčů. 
V roce 2013 patřil Pou mezi nejstahovanější hry pro tablety a mobilní telefony. Ačkoliv neexistuje alternativa pro PC, lze Pou zprovoznit přes emulátor Bluestacks. Na Windows Phone existuje alternativa s názvem Mou. Pou je pro Android zdarma.
S Pouem je možno hrát minihry např.: Find Pou (Pou je skrytý pod jedním z kalíšků), Jet Pou, Sky Hop, Sky Jump (Pou skáče vzhůru po plošinkách), Pou Jump, Water Hop, Tumble, Connect, Connect 2, Beach Volley, Goal, Pool, Pou Jump, Pou Sounds, Tic Tac Pou (alternativa Tic Tac Toe, tzv. piškvorek), Hill Drive.